# TOUR LOVE&VICE
『TOUR LOVE&VICE』（ツアー・ラブ・アンド・ヴァイス）は、日本のバンドSuchmosの初の全国コンサートツアー。彼らの2作目のEP「LOVE&VICE」の宣伝を目的として、2016年4月2日から4月26日まで開催された。

## 背景
2015年12月12日に六本木 Super Deluxeで行われたSuchmosの初の自主企画「Suchmos The Blow Your Mind」の中で、2作目のEP「LOVE&VICE」の発売と同時に、バンドにとって初となる全国コンサートツアーが発表された。2016年1月8日にゲストバンドとして、Awesome City Club、never young beach、SANABAGUN.、Yogee New Wavesの参加が発表された。同年2月1日、公演チケットの即日完売により、渋谷 CLUB QUATTROでの追加公演と地元・横浜での「TOUR LOVE&VICE AFTER PARTY in YMM」と題したライブの開催の決定が発表された。

## 日程
| 日            | 場所           | 会場                | ゲストバンド                  |
| ------------- | -------------- | ------------------- | ----------------------------- |
| 2016年4月2日  | 北海道札幌市   | DUCE SAPPORO        | Awesome City Club             |
| 2016年4月9日  | 福岡県福岡市   | the voodoo lounge   | never young beach、SANABAGUN. |
| 2016年4月10日 | 岡山県岡山市   | CRAZY MAMA 2nd Room | never young beach、SANABAGUN. |
| 2016年4月16日 | 大阪府大阪市   | 梅田 Shangri-la     |                               |
| 2016年4月17日 | 愛知県名古屋市 | 名古屋CLUB QUATTRO  | Yogee New Waves、SANABAGUN.   |
| 2016年4月23日 | 東京都渋谷区   | 渋谷CLUB QUATTRO    |                               |
| 2016年4月26日 | 東京都渋谷区   | 渋谷CLUB QUATTRO    |                               |